# Mjölamazon
Mjölamazon (Amazona farinosa) är en av de största arterna amazonpapegojor. Den förekommer i vilt tillstånd från Mexiko till östra Brasilien och nordöstra Bolivia.

## Utseende och läte
Mjölamazonen är stor och grön papegoja. Bästa kännetecknet är en rätt stor och ljus ring kring ögat på ett i övrig relativt enfärgat huvud. I bra ljus syns blåaktig hjässa. Liksom andra amazonpapegojor syns röda fläckar på vingpennorna i flykten.

## Utbredning och systematik
Fågeln delas in i tre underarter med följande utbredning:
- Amazona farinosa guatemalae – sydöstra Mexiko till nordvästra Honduras
- Amazona farinosa virenticeps – norra Honduras till västra Panama
- Amazona farinosa farinosa – östra Panama och Colombia till nordöstra Bolivia, östra Brasilien och Guyanaregionen

Vissa urskiljer guatemalae och virenticeps urskiljs av vissa som den egna arten Amazona guatemalae.

## Levnadssätt
Mjölamazonen hittas i tropiska låglänta regnskogar och intilliggande hyggen och öppningar. Den ses inte i öppna miljöer. Fågeln påträffas ofta flygande över huvudet och sent på dagen, vanligen i par.

### Beteende i fångenskap
Mjölamazonen är en av de största amazonerna och kan ofta vara högljudda. De är inte så vanliga i fångenskap, vilket kan bero på att de inte är lika färgglada som övriga amazoner. Den beskrivs ofta som den "snälla jätten", och har ett vänligt sätt jämfört med de övriga arterna.

## Status och hot
Internationella naturvårdsunionen IUCN bedömer hotstatus för taxonen farinosa respektive virenticeps och guatemalae var för sig, farinosa som livskraftig och de två senare taxonen sammantaget som nära hotad.

## Namn
Släktesnamnet Amazona, och därmed det svenska gruppnamnet, kommer av att Georges-Louis Leclerc de Buffon kallade olika sorters papegojor från tropiska Amerika Amazone, helt enkelt för att de kom från området kring Amazonfloden. Ursprunget till flodens namn i sin tur är omtvistat. Den mest etablerade förklaringen kommer från när kvinnliga krigare attackerade en expedition på 1500-talet i området ledd av Francisco de Orellana. Han associerade då till amasoner, i grekisk mytologi en stam av iranska kvinnokrigare i Sarmatien i Skytien. Andra menar dock att namnet kommer från ett lokalt ord, amassona, som betyder "förstörare av båtar".